# Lina Länsberg
Lina Akhtar Länsberg (Malmo, 13 de março de 1982) é uma lutadora sueca de artes marciais mistas, atualmente luta na categoria peso-pena feminino, e tem contrato assinado com o Ultimate Fighting Championship.

## Biografia
Lina nasceu em uma cidade da Suécia, chamada Malmo, que fica a cerca de 600 km de Estocolmo. Ela começou a treinar Kickboxing tardiamente, aos 22 anos de idade, e começou a treinar Muay Thai pois sempre gostou de desafios, e sempre via amigos treinando e pessoas comentando sobre tais modalidades.

## Carreira no MMA
Lansberg fez sua estreia nas artes marciais mistas em 29 de dezembro de 2012, no Trophy MMA 1. Ela enfrentou Pannie Kianzad e foi derrotada por nocaute técnico no terceiro round.

### Cinturão do Peso-Galo no Superior Challenge 12
Lina passou por outras duas organizações de MMA e venceu três lutas seguidas, duas por nocaute, e lutou pelo cinturão do Superior Challenge, em 16 de maio de 2015, no Superior Challenge 12 - Malmo 2, em Malmö, Suécia. Favorita no combate, ela derrotou a alemã Alexandra Buch por nocaute técnico aos 2:33 do primeiro round, conquistando o cinturão.
Após o cinturão, ela venceu uma luta no BOB e uma no Odense Fight Night, e assinou contrato com o UFC.

### Ultimate Fighting Championship
Lina fará sua estreia no octógono do UFC contra Cristiane Justino, no UFC Fight Night: Cyborg vs. Lansberg, em 24 de setembro de 2016, no Brasil. A luta será em peso-casado (63,5 kg).
Ela era esperada para enfrentar Verônica Macedo em 18 de Março de 2017, no UFC Fight Night: Manuwa vs. Anderson. Porém, a brasileira teve que sair do combate devido a uma lesão. Länsberg então enfrentou Lucie Pudilova no mesmo evento em uma revanche. Ela venceu por decisão unânime.

## Cartel no MMA
| Cartel no MMA   |             |            |
| 15 lutas        | 10 vitórias | 5 derrotas |
| Por nocaute     | 4           | 3          |
| Por finalização | 0           | 0          |
| Por decisão     | 6           | 2          |

| Res.    | Cartel | Oponente               | Método                                | Evento                                           | Data       | Round | Tempo | Local                      | Notas                                              |
| ------- | ------ | ---------------------- | ------------------------------------- | ------------------------------------------------ | ---------- | ----- | ----- | -------------------------- | -------------------------------------------------- |
| Derrota | 10-5   | Sara McMann            | Decisão (unânime)                     | UFC Fight Night: Blaydes vs. dos Santos          | 25/01/2020 | 3     | 5:00  | Raleigh, Carolina do Norte |                                                    |
| Vitória | 10-4   | Macy Chiasson          | Decisão (unânime)                     | UFC Fight Night: Hermansson vs. Cannonier        | 28/09/2019 | 3     | 5:00  | Copenhague                 |                                                    |
| Vitória | 9-4    | Tonya Evinger          | Decisão (unânime)                     | UFC Fight Night: Gustafsson vs. Smith            | 01/06/2019 | 3     | 5:00  | Estocolmo                  |                                                    |
| Derrota | 8-4    | Yana Kunitskaya        | Decisão (unânime)                     | UFC 229: Khabib vs. McGregor                     | 06/10/2018 | 3     | 5:00  | Las Vegas, Nevada          |                                                    |
| Vitória | 8-3    | Gina Mazany            | Decisão (unânime)                     | UFC Fight Night: Thompson vs. Till               | 27/05/2018 | 3     | 5:00  | Liverpool                  |                                                    |
| Derrota | 7-3    | Aspen Ladd             | Nocaute Técnico (socos)               | UFC Fight Night: Cerrone vs. Till                | 21/10/2017 | 2     | 2:33  | Gdańsk                     |                                                    |
| Vitória | 7-2    | Lucie Pudilova         | Decisão (unânime)                     | UFC Fight Night: Manuwa vs. Anderson             | 18/03/2017 | 3     | 5:00  | Londres                    |                                                    |
| Derrota | 6-2    | Cristiane Justino      | Nocaute Técnico (socos)               | UFC Fight Night: Cyborg vs. Lansberg             | 24/09/2016 | 2     | 2:29  | Brasília                   | Estreia no UFC; Peso casado (63,5 kg).             |
| Vitória | 6-1    | Maria Hougaard Djursaa | Nocaute Técnico (socos)               | Odense Fight Night 5 - Last Call                 | 12/03/2016 | 2     | 2:00  | Odense                     | Estreia no peso-pena.                              |
| Vitória | 5-1    | Lucie Pudilova         | Decisão (unânime)                     | BOB 5 - Battle of Botnia 2015                    | 28/11/2015 | 3     | 5:00  | Uma                        |                                                    |
| Vitória | 4-1    | Alexandra Buch         | Nocaute Técnico (socos e cotoveladas) | Superior Challenge 12 - Malmo 2                  | 16/05/2015 | 1     | 2:33  | Malmö                      | Ganhou o cinturão peso-galo do Superior Challenge. |
| Vitória | 3-1    | Laura Howarth          | Nocaute Técnico (desistência)         | CWFC 71 - Cage Warriors Fighting Championship 71 | 22/08/2014 | 1     | 5:00  | Amã                        |                                                    |
| Vitória | 2-1    | Emma Delaney           | Nocaute Técnico (socos e cotoveladas) | CWFC 66 - Cage Warriors Fighting Championship 66 | 22/03/2014 | 3     | 2:26  | Ballerup                   |                                                    |
| Vitória | 1-1    | L.J. Adams             | Decisão (unânime)                     | HFC - Heroes Fighting                            | 23/03/2013 | 3     | 5:00  | Halmostádio                | Peso casado (63 kg).                               |
| Derrota | 0-1    | Pannie Kianzad         | Nocaute Técnico (socos)               | Trophy MMA 1 - New Year's Bash 1                 | 29/12/2012 | 3     | 4:44  | Malmö                      | Estreia no MMA.                                    |